# Шифнер, Антон Антонович
Антон Антонович Шифнер (нем. Franz Anton Schiefner; 6 [18] июня 1817, Ревель — 4 [16] ноября 1879, Санкт-Петербург) — филолог, востоковед широкого профиля; экстраординарный академик Императорской Академии Наук, по литературе и истории азиатских народов, и директор II отделения (иностранного) её библиотеки (с 1862); профессор Римско-католической духовной академии.

## Биография
Франц Антон Шифнер родился в Ревеле 6 (18) июня 1817 года. Его отец был купцом, вследствие бедности переселившимся в молодых годах из Богемии в Россию, где скоро поправил своё состояние. Антон Шифнер в 1831 году поступил в 3-й класс школы при главном ревельском соборе (Домская школа), и окончив в ней курс в 1836 году, поступил в Санкт-Петербургский университет. В 1840 году окончил курс юридического факультета университета с званием кандидата прав, после чего решил посвятить себя лингвистике и в течение двух лет (1840—1842) изучал филологию и восточные языки в Берлинском университете.
По возвращении в Петербург, с 17 августа 1843 года он был определён старшим преподавателем латинского языка в Первой гимназии и оставался в этой должности до 1849 года, когда преподавание этого языка в гимназии было упразднено. В этой же гимназии с сентября 1843 года он был старшим преподавателем греческого языка — до 1852 года, когда и этот язык был изъят из преподавания.
С 20 сентября 1848 года он занимал также должность хранителя II-го отделения (иностранного) библиотеки Академии наук, где впоследствии, в 1862–1879 годах был директором отделения. Опытность его в библиографическом деле и готовность услужить литературными справками высоко ценились всеми, кто обращался к нему за советом.
Занимался тибетским языком и представил часть своих работ в Академию наук, с 16 апреля 1852 избран адъюнктом, по части восточных наук  (тибетского языка), и высочайше утверждён в звании адъюнкта с 29 октября 1852. Через два года, на заседании Общего собрания академии от 3 (15) июня 1854, он избран в звание и должность экстраординарного академика, по отделению историко-филологическому, в которой пробыл до смерти за отсутствием вакансии. В 1856–1878 годах был директором Этнографического музея академии, когда после объединения этого музея с антропологическим отказался от должности.
С 1860 по 1873 год он также был профессором классических языков в Католической духовной академии. Статский советник с 6 января 1859 года, действительный статский советник с 19 ноября 1865 года.
Трижды командировался за границу в Англию с научно-исследовательскими целями - в 1863, 1865 и 1878 годах; в 1867 командируется в Императорскую библиотеку Парижа для изучения имеющихся в ней санскритских рукописей; в 1876 командируется в Тюбинген, Париж и Лондон для изучения хранящихся там рукописей буддистских текстов.   
Присутствующий в Комитете правления Академии наук с 28 апреля 1870; член комиссии по присуждению Демидовской (1860; 1864), Уваровской (1873; 1879) и Ломоносовской (1879) премий, член многих др. комиссий Академии. Почётный член научного общества в Финляндии, по историко-филологической секции (7.04.1856); член-корреспондент Берлинской Академии наук (1.05.1858); почётный член Эстонского литературного общества (20.03.1859), Общества восточной и американской этнографии в Париже (2.12.1859), Венской академии с 1871 года, Пештской академии с 1873 года, Филологического общества в Париже с 1875 года; Нарвского общества древностей с 5 мая 1864 года. Член-корреспондент (член-сотрудник) Императорского русского археологического общества с 22 марта 1860 года. Действительный член Московского археологического общества с 25 февраля 1869 года.  
Жил на казённой квартире (Васильевская часть, 1-й квартал, дом Академии наук, кв. № 2). Был женат (жена — Роза Шифнер).
Умер в Санкт-Петербурге 4 (16) ноября 1879 года. Похоронен на Смоленском лютеранском кладбище; исключён из списков приказом министра народного просвещения от 10 (22) ноября 1879 за № 15. На заседании историко-филологического отделения от 11 (23) декабря 1879 академик Ф. И. Виндеман прочитал доклад о жизни и деятельности А. А. Шифнера, опубликованный в  «Bulletin de l'Académie»

## Научная деятельность
Шифнеру принадлежит ряд ценных работ по изучению кавказских, финно-угорских, санскритского, монгольского и тибетского языков и литературы. Его лингвистические комментарии были основаны на материале памятников письменности, укорененных в фольклорную традицию, и на произведениях устной словесности. Печатался в основном на немецком языке за рубежом и в России, в том числе и в «Bulletin de l'Académie Impériale des Sciences de Saint-Pétersbourg». Высокая научная репутация Шифнера связана прежде всего с его трудами в области тибетской и индийской литературы. В 1852 году он напечатал поправки и дополнения к изданному академиком Я. И. Шмидтом собранию тибетских легенд под заглавием: «Dsangblun» (Сутра о мудрости и глупости), поэму «Vimalapraçnottararatnamala» (1858), тибетский текст «Bharatae responsa» (с латинским переводом: Bharatae responsa Tibetice cum versione Latina. Petropoli, 1875). Им же переведён и издан с предисловием В. П. Васильева труд тибетского учёного  Таранаты «История буддизма в Индии» (Geschichte des Buddismus in Indien. — СПб., 1869) и ряд грамматических и историко-литературных этюдов под заглавием «Tibetische Studien». В 1876-1878 в «Bulletin de l'Académie Impériale des Sciences de Saint-Pétersbourg» публиковал заметки «Indische Erzählungen». В 1878 представил сочинение о собрании буддийских изречений «Udânavarga», найденных им в Канджуре, опубликованное в «Bulletin de l'Académie». После его смерти изданы на английском языке «Tibetan Tales derived from indian sources» (Л., 1882; переизд.:1925; 1975; 1976; 1988; 1990; под загл.: The Bible of Tibet: Tibetan tales derived from indian sources. London; New York; Bahrain, 2003). 
В 1855 напечатал «Заметку по части монгольской палеографии». В 1864 в «Этнографическом сборнике», издававшимся Императорским Русским географическим обществом, он опубликовал сделанный ламой Галсаном Гомбоевым, покойным преподавателем монгольского языка в С.-Петербургском университете, перевод сказок из двух рукописей (калмыцкой и монгольской) «Шидди-кура» - памятника письменности монгольской литературы. В предисловии Шифнер высказал себя сторонником теории заимствования Т. Бенфея. Соответственно в русских народных сказках и былинах Шифнер видел основы, сложившиеся в Индии. В этой связи представляет интерес отзыв Шифнера о былиноведческой работе В. В. Стасова. Шифнер, твердо заявляя себя сторонником теории заимствования, не принимает сопоставление русских былин о Добрыне Никитиче с индийскими сказаниями о Кришне, чем увлекается В. В. Стасов; высказывает недоверие по поводу рассуждений В. В. Стасова о буддизме. Тем не менее, считая не доказанным восточное происхождение русских былин, Шифнер высказывается за присуждение Стасову поощрительной Уваровской премии. 
C самого начала научной деятельности в поле внимания Шифнера находились кавказские языки. Ему принадлежит ряд напечатанных в изданиях Академии наук исследований о тушском (1855), татском (1856), абхазском (1863), осетинском (1862; 1863), казикумухском, или лакском (1866), удинском (1863; 1868) и др. языках, собрание сказаний минусинских татар (1859). В 1856 году составил проект чеченского алфавита на основе латиницы. В 1864 он издал немецкоязычное исследование о чеченском языке, сделанное по материалам, собранным ген.-майором, бароном П. К. Усларом (Schefner A. Tschetschenzische Studien. St.-Petersburg, 1864; Mémoires de l'Académie Impériale des Sciences de St. - Pétersbourg. VII - e Série. Tome VII, № 5); в 1888, уже после кончины Шифнера, эта работа была напечатана на русском языке. В 1870 представил в Академию и прочел подробный отчет о трудах П. К. Услара по изучению хюрканского (хюркилинского) языка.  
В 1862 Шифнер издал «Опыт изучения аварского языка», который стал новым направлением в российской лингвистике; в 1872 представил для академической публикации подробный разбор сочинения барона П. К Услара об аварском языке; в 1873 им же было осуществлено издание аварских текстов с переводом на немецких язык (Awarische texte. St.-Petersbourg, 1873). Издание в 1868 текстов осетинского фольклора, подготовленное Шифнером, стало одним из первых, представляющих образцы устной словесности осетин. Издание двуязычное, переводы на русский язык сделаны А. П. Берже; Шифнеру принадлежат развернутые лингвистические примечания. Шифнер принимает активное участие в решении такой важной военно-политической задачи, связанной с покорением Россией Кавказа и 4-м этапом (1835-1860) Кавказских войн, как составлением учебных пособий, словарей языков и наречий кавказских и прикаспийских народов, которых просто не существовало, но они были жизненно необходимы. Он рассматривал рукопись «Русско-калмыцкого словаря» Пармена Смирнова (1854), «Букварь черкесского языка» О. Х. Берсеева (1855), а также словари языков других народов Российской империи: «Чувашско-русский и русско-чувашский словарь» А. А. Громова (1856), «Эстско-немецкий словарь» Ф. И. Виндемана (1866), «Корневой чуважско-русский словарь, сравненный с языками и наречиями разных народов тюркского, финского и других племен» Н. И. Золотницкого (1873), «Немецко-русский технический словарь» В. И. Винтера (1874).   
В поле внимания Шифнера находились также языки и традиционная культура финнов (карел), эстонцев и северных малых народов, носителей тунгусско-маньчжурских языков, в частности эвенков. В 1853—1862 годах под его редакцией и с его примечаниями напечатано 12-томное академическое издание трудов известного финского лингвиста и этнографа М. А. Кастрена о путешествиях на север России и в Сибирь «Nordische Reisen und Forschungen». В 1852 Шифнер перевёл на немецкий язык карело-финский эпос «Калевала», в дальнейшем неоднократно переиздававшийся (1914, 1922, 1942, 1948, 1964, 1968, 1984). В 1860 Шифнер, вместе с Ф. И. Виндеманом, одним из первых знакомит Россию с эстонским фольклорно-литературным произведением Фридриха Крейцвальда «Kalewipoeg». Совместно с академиками О. Н. Бётлингом  и А. А. Куником, в 1862 им поднят вопрос о необходимости подготовки лингвистических работ для разработки славянских древностей и составления академической грамматики литовско-славянского языка («Грамматика литовского языка»). В 1866 рассматривает и представляет Академии работы В. В. Радлова о татарских наречиях Южной Сибири: сагайцев, койбалов, качинцев, кызыльцев, кюарюков - татарских племен, живущих по Абакану, Чёрному Юсу, Маджару и Кию. В 1871 он же положил начало научному изучению ранее неизвестных юкагирских языков, записанных в начале 1870 на берегах р. Анадырь чиновником особых поручений при ген.-губернаторе Восточной Сибири, бароном Майделем.  
В том же - 1860, Шифнер, совместно с А. А. Куником, подготовил к академической публикации письма немецкого математика, физика и философа, иностранного почётного члена Академии наук, барона Иоганна Христиана фон Вольфа; совместно с А. А. Куником и Н. Г. Устрояловым, в 1869 подготовил к публикации обнаруженные документы Г. В. Лейбница, до России относящиеся.  Под наблюдением Шифнера, в 1873 подготовлен к печати «Общий указатель статей, содержащихся в изданиях Академии со времени её учреждений», составленный художником, архивариусом Конференции Академии наук и хранителем академического книжного магазина В. П. Шемиотом.    